# Mali dodekahemidodekaeder
| Mali dodekahemidodekaeder                   | Mali dodekahemidodekaeder                             |
| ------------------------------------------- | ----------------------------------------------------- |
|                                             |                                                       |
| Vrsta                                       | uniformni zvezdni polieder                            |
| Elementi                                    | F = 18, E = 60, V =30 ({\displaystyle \chi \,} = -12) |
| Stranske ploskve po stranicah               | 12{5}+6{10}                                           |
| Wythoffov simbol                            | 5/4 5 \| 5                                            |
| Simetrijska grupa                           | Ih, [5,3], *432                                       |
| Bowerjeva okrajšava                         | Sidhid                                                |
| Sklici                                      | U51, C65, W91                                         |
| mali dodekahemidodekakron (dualni polieder) | 5.10.5/4.10 slika oglišč                              |

Mali dodekahemidodekaeder je nekonveksni uniformni polieder z oznako (indeksom) U49. Njegova slika oglišč vsebuje izmenoma po dva pravilna petkotnika in desetkotnika kot  križne štirikotnike.
Je hemipolieder s šestimi desetkotnimi stranskimi ploskvami, ki tečejo skozi središče modela.

## Sorodni poliedri
Ima enako razvrstitev robov kot ikozidodekaeder (njegova konveksna ogrinjača ima skupne petkotne stranske ploskve) ter mali ikozihemidodekaeder, ki pa ima skupne desetkotne stranske ploskve.  
| ikozidodekaeder | mali ikozihemidodekaeder | mali dodekahemidodekaeder |